# Mielenko Drawskie
Mielenko Drawskie (niem. Klein Mellen) – wieś sołecka w Polsce położona w województwie zachodniopomorskim, w powiecie drawskim, w gminie Drawsko Pomorskie.
W latach 1954–1961 wieś należała i była siedzibą władz gromady Mielenko Drawskie, po jej zniesieniu w gromadzie Drawsko Pomorskie. W latach 1975–1998 miejscowość administracyjnie należała do województwa koszalińskiego. W roku 2007 wieś liczyła 235 mieszkańców.
Wsie wchodzące w skład sołectwa: Oleszno, Woliczno, Ziemsko.

## Geografia
Wieś leży ok. 4,5 km na południowy zachód od Drawska Pomorskiego, ok. 50 m na zachód od drogi wojewódzkiej nr 175. Miejscowość znajduje się na terenie sandru Drawy, gdzie wody wypływające z topniejącego lodowca nagromadziły grube pokłady piasków i żwirów, obecnie eksploatowane gospodarczo w miejscowej kopalni kruszywa.

## Zabytki
Do wojewódzkiego rejestru zabytków wpisane są:
- kościół ewangelicki, obecnie pw. Matki Bożej Królowej Polski, szachulcowy, jednonawowy z 1662–1667[5], filialny, rzymskokatolicki należący do parafii pw. św. Pawła w Drawsku Pomorskim, dekanatu Drawsko Pomorskie, diecezji koszalińsko-kołobrzeskiej, metropolii szczecińsko-kamieńskiej. Od strony zachodniej trzykondygnacyjna, czworoboczna wieża z ośmioboczną latarnią zwieńczoną cebulastym, dwukondygnacyjnym hełmem z bębnem[6]. Dzwon z 1786 roku. W szczycie zachodnim dekoracyjny układ belek.
  - Cmentarz przykościelny.
- Park dworski, z początku XIX oraz XIX/XX wieku. Przylegający bezstylowy dwór z XIX/XX wieku.

## Galeria zdjęć

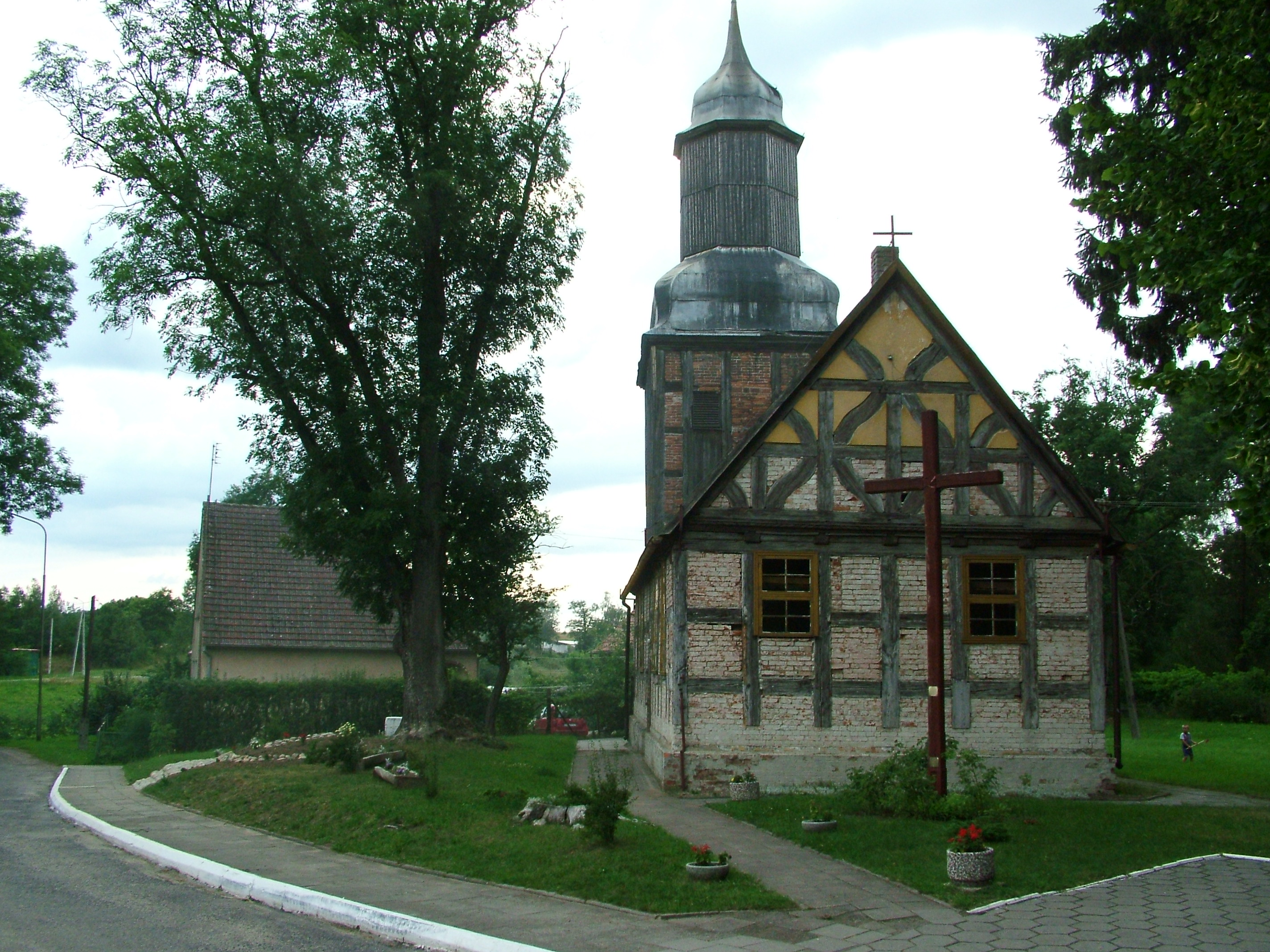
Kościół
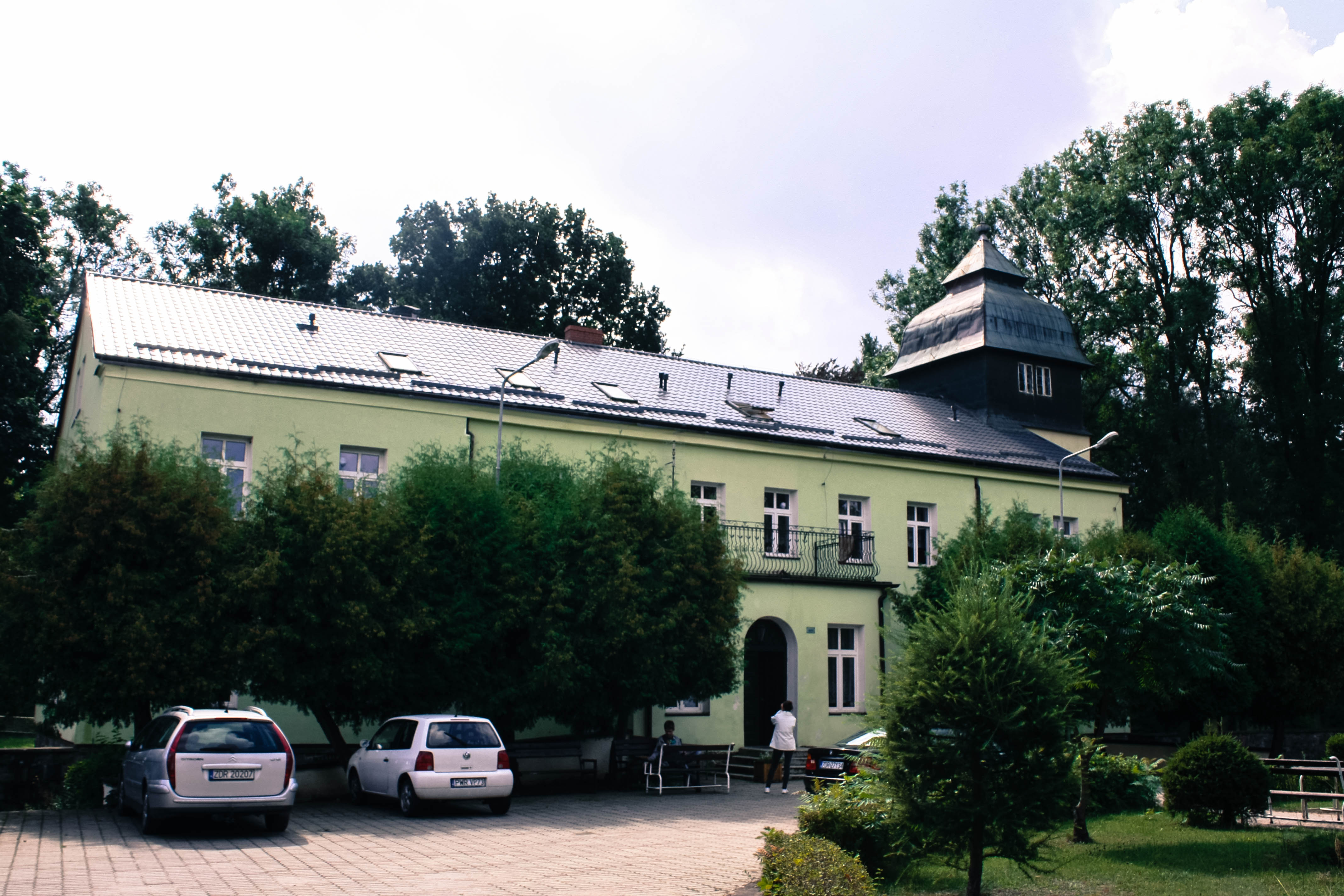
Dwór

## Oświata
W Mielenku Drawskim znajduje się szkoła podstawowa.